# ماريان كوشلاند
ماريان إليوت «بوني» كوشلاند (بالإنجليزية: Marian Koshland) (25 تشرين الأول/أكتوبر 1921-28 تشرين الأول/أكتوبر 1997)، هي عالمة مناعة أمريكية، وهي التي اكتشفت أن الاختلافات في تكوين الأحماض الأمينية من الأجسام المضادة تُفسر الكفاءة والفعالية اللذان تنافس بهما مجموعة واسعة من الغازيات الغريبة.

## سيرة ذاتية
وُلدت ماريان إليوت في مدينة نيو هافن في كونيتيكت لوالدتها مارجريت شميت إليوت ووالدها والتر إليوت. كانت والدتها معلمة هاجرت من الدنمارك، وكان والدها يعمل بائعًا للأجهزة. أُصيب شقيقها الأصغر بحمى التيفود عندما كانت في الرابعة من عمرها، وتلقت تعليمها من قبل فتاتين يسكنان بجوارها. كانت إليوت في صغرها فتاة مستشبهة بالصبيان، وكان لديها ثلاثة أصدقاء يهوديين تحضر معهم العروض مسرحية. كانت الفتاة الوحيدة في المدرسة التي تجرأت على التعامل مع ثعبان أسود ضيق بطول ثلاثة أقدام.
التحقت ماريان بكلية فاسار في نيويورك وتخرجت في عام 1942 بدرجة البكالوريوس في علم البكتيريا. التحقت بعدها بجامعة شيكاغو حيث حصلت على درجة الماجستير في علم الجراثيم في عام 1943. عملت في شيكاغو على الحد من انتشار أمراض الجهاز التنفسي، وكانت عضوًا في فريق بحث عمل بتطوير لقاح ضد الكوليرا.
قابلت إليوت عالم الكيمياء الحيوية ووريث ثروة ليفي شتراوس دانيال كوشلاند أثناء وجودها في شيكاغو. انضمت إليه في أوك ريدج في تينيسي في عام 1945، وأمضيا عامًا في مشروع مانهاتن بحثًا عن الآثار البيولوجية للإشعاعات. تزوج الاثنان في عام 1946  وعادا إلى شيكاغو حيث حصلت ماريان على شهادة الدكتوراه في علم المناعة من جامعة شيكاغو في عام 1949.
قالت أخت زوج ماريان لاحقًا أن أستاذها لا يريد منحها درجة الدكتوراه لأنها كانت حامل واعتقد أنها ستضيعها. انتقلت مع دانيال إلى بوسطن في عام 1949 حيث قضت عامين في زمالة ما بعد الدكتوراه في قسم علم البكتيريا بكلية الطب بجامعة هارفارد. عمل كلاهما لاحقا في مختبر بروكهافن الوطني لمدة 13 عامًا.
أظهرت كوشلاند الاختلافات الجزيئية بين الأجسام المضادة التي تنتقل عن طريق المصل وتفرز الأجسام المضادة في أوائل الخمسينيات من القرن الماضي. بحلول ستينيات القرن العشرين، نقلت انتباهها بعد ذلك إلى أصول نوعية الجسم المضاد. قال جيم أليسون وهو زميل من بيركلي: «حلّلت بوني الأجسام المضادة عديدة النسيلة الموجهة ضد اثنين من النواشب المختلفة. وعلى أساس تحليلات تركيبة الأحماض الأمينية الدقيقة بعناية، أظهرت بشكل مقنع أن هذه الأجسام المضادة لها تركيبة مختلفة من الأحماض الأمينية، وبالتالي يجب أن تختلف في حمضها الأميني. كان لهذه البيانات تأثير عميق على نظريات تكوين الجسم المضاد وكيفية توليد نوعية الجسم المضاد. تقول الأسطورة أنه في الاجتماع السنوي للجمعية الأمريكية لعلم المناعة حيث قدمت بياناتها لأول مرة، استُقبل حديثها بحفاوة بالغة وبكمية مدح كبيرة».
أصبحت كوشلاند باحثة في جامعة كاليفورنيا في بيركلي في عام 1965 وانضمت إلى الكلية في عام 1970. درست البيولوجيا الجزيئية مع ديفيد بالتيمور في مختبره في معهد ماساتشوستس للتكنولوجيا في أواخر السبعينيات. كانت رئيسة قسم الأحياء الدقيقة والمناعة في جامعة كاليفورنيا في بيركلي من عام 1982 إلى عام 1989. قادت بعد ذلك مكتب شؤون الخريجين في هذا القسم.
عملت أيضًا في مجلس إدارة المؤسسة الوطنية للعلوم، وكانت رئيسة مجلس الرابطة الأمريكية لعلماء المناعة في الفترة بين عامي 1982 و 1983. فازت بجائزة التميز في العلوم الافتتاحية من اتحاد الجمعيات الأمريكية لعلم الأحياء التجريبي في عام 1989.
توفيت كوشلاند في بيركلي في كاليفورنيا في 28 تشرين الثاني/أكتوبر في عام 1997 بسبب إصابتها بسرطان الرئة.
كُرِّم متحف ماريان كوشلاند للعلوم في واشنطن العاصمة والذي كان يحتوي على معارض موجهة لعامة الناس، ومركز ماريان كوشلاند للعلوم الطبيعية المتكاملة في كلية هافرفورد التي تضم أقسام العلوم في كلية الفنون الليبرالية. التحق كل من أولادها كاثرين ودوغلاس بجامة هافرفورد، ويشغلون حاليًا عدة مناصب في أقسام الهندسة وعلم الأحياء الجزيئية والخلوية في جامعة كاليفورنيا في بيركلي.